# Kåddis
Kåddis is een plaats in de gemeente Umeå in het landschap Västerbotten en de provincie Västerbottens län in Zweden. De plaats heeft 145 inwoners (2005) en een oppervlakte van 25 hectare. De plaats ligt aan de rivier de Ume älv en langs de plaats loopt de Europese weg 12. Het centrum van de stad Umeå ligt ongeveer tien kilometer ten westen van het dorp.